# Miriando

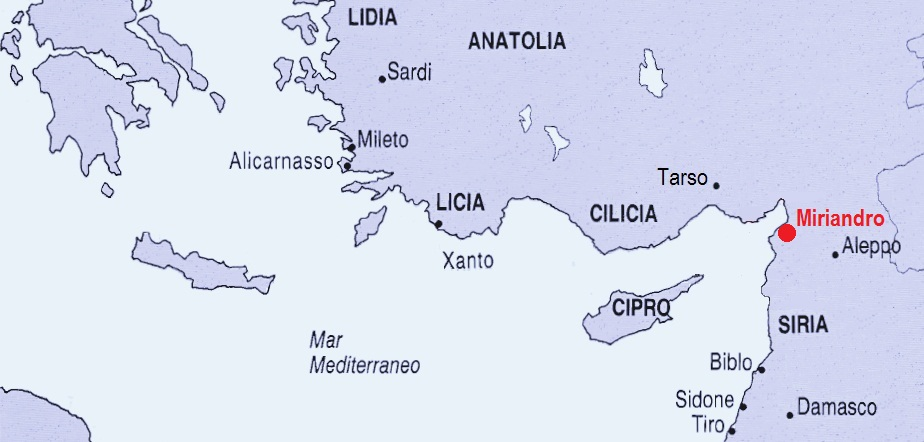
Mapa con la ubicación de Miriando.

Miriando (en latín: Myriandro,en griego antiguo: Μυρίανδρος, romanizado: Myríandros) fue una ciudad antigua situada en la frontera entre la antigua Siria y la región de Cilicia (Cilicia Campestris), al norte de la actual Alejandreta  (İskenderun) en Turquía.

## Ubicación
La identificación de Miriando es un problema discutido por los estudiosos.
La descripción de Jenofonte, sin embargo, no deja lugar a dudas:«ciudad habitada por los fenicios a orillas del mar, era un centro comercial y allí atracaban muchas embarcaciones de carga».
Pomponio Mela la identificó con Candelona, en el golfo de Ayas.
Heródoto habla del golfo Miríndico, «que se halla cerca de Fenicia, y se extiende hacia el mar hasta el cabo Triopio», y da indicaciones precisas sobre la ciudad situándola al pie de la carretera que cruzaba la `Αμανικαὶ Πύλαιι (Puertas Dormidas), o paso del Monte Amano (en latín Amanus), hasta la colina de Belén.
La ciudad en la ubicación así descrita, situada al norte de la desembocadura del río Orontes, puso en contacto la costa con la llanura de Antioquía, salida natural de las mercancías procedentes del interior sirio.

## Historia
Según los estudiosos, Miriando era una colonia, en Siria, fundada por los fenicios.
Tenía un gran puerto, un emporio para el intercambio de mercancías y una casa de moneda que acuñaba moneda.
En Miriando, en noviembre de 333 a. C., Alejandro Magno planificó la batalla decisiva contra el ejército persa de Darío III, que tuvo lugar a unos 37 kilómetros en la llanura de Iso, abriendo el camino a la conquista macedonia de Fenicia.